# Decimus Rusticus
Pour les articles homonymes, voir Rusticus.
Decimus Rusticus (c.370 – avant 423) fut préfet du prétoire des Gaules en  409-411.

## Biographie

### Famille
Il épouse avant l'an 400 Artémia (Arthémia), la fille d'Artemia de Clermont, avec qui il a un fils qui deviendra vicaire d'une province en Gaule (à l'époque du père de Sidoine Apollinaire entre 423 et 448 et plus probablement en 448 quand le père de Sidoine devient préfet du prétoire des Gaules). 
Ce fils se marie avec Tullia de Lyon, fille d'Eucherius de Lyon, qui lui donne un fils appelé Aquilinus, qui deviendra l'ami de Sidoine Apollinaire et aura lui-même deux fils célèbres :  Rusticus et Viventolius tous deux archevêques de Lyon, l'un en 494 et l'autre en 514 ou 517.
Decimus et Artémia ont peut être eu d'autres enfants ;
- une fille de nom inconnu qui serait la mère d'un certain Avitus
- Flavius Nicetius, advocatus
- Saint Rusticus, évêque de Clermont de 424 à 446

### Préfet des Gaules
Decimus Rusticus est l’un des responsables du retrait des troupes romaines des îles britanniques. Après avoir été maître des offices, il succède en 409 comme préfet du prétoire des Gaules à son ami Apollinaire, le grand-père de Sidoine Apollinaire, à l’époque où Constantin III se proclame empereur.  Ayant pris parti un temps pour ce nouvel empereur, Decimus  l’abandonne en 411 après la prise d'Arles pour suivre avec de nombreux autres gallo-romains, l’aventure de l’usurpateur Jovin.  Après l'échec de ce dernier, il est capturé en Auvergne par les troupes de l’empereur Honorius et mis à mort.
Dès 411 ou 412, il est remplacé comme préfet des Gaules par Caius Posthumus Dardanus qui exécutera Jovin en 413 avant de diriger une sévère répression contre les aristocrates gallo-romains qui avaient suivi cet usurpateur.

### Sources
- Grégoire de Tours - Historia Francorum.
- Christian Settipani - Les Ancêtres de Charlemagne (France: Éditions Christian, 1989).